# Deuxième métacarpien
Le deuxième métacarpien est est un os long du métacarpe situé à l'arrière de l'index. Il est relié au trapèze, au trapézoïde et au capitatum du carpe au niveau de la deuxième articulation carpo-métacarpienne et à la phalange proximale de l'index au niveau de la deuxième articulation métacarpo-phalangienne.

## Description
Le deuxième métacarpien est le plus long des métacarpiens.

### Base
Sa base est prolongée vers le haut et vers le milieu une crête proéminente. En arrière et en dedans se présente un processus styloïde.
Sa face supérieure présente trois facettes articulaires de dehors en dedans pour : le trapèze, le trapézoïde et le capitatum.
Médialement, il présente une facette pour le troisième métacarpien.
Au niveau du processus styloïde s'insère le muscle long extenseur radial du carpe.
Sa face palmaire donne insertion au muscle fléchisseur radial du carpe.

### Corps
La diaphyse donne naissance au premier muscle interosseux palmaire et aux premier et deuxième muscle interosseux dorsaux de la main.

## Embryologie
L'os métacarpien de l'index a deux centres d'ossification : un centre primaire dans la diaphyse et un centre secondaire dans la tête. Le processus d'ossification commence dans la diaphyse pendant la vie prénatale et dans la tête entre le 11e et le 22e mois.

## Anatomie comparée
L'articulation entre le deuxième métacarpien et le capitatum est considérée comme spécialisée uniquement chez les hominidés.
Sur le deuxième métacarpien, la facette du capitatum est dirigée de manière proximale, presque perpendiculaire à la facette du troisième métacarpien, tandis que la facette correspondante du capitatum est orientée de manière distale. Cela permet de recevoir les efforts de compression générés par l' opposition entre le pouce et l'index.
En revanche, chez les singes, y compris les singes fossiles tels que Dryopithecus et Proconsul, ces facettes sont orientées dans un plan sagittal . Chez les singes quadrupèdes, ces facettes sont orientées légèrement différemment en raison de leur comportement locomoteur.
Chez Oreopithecus, un hominidé du Miocène qui s'est éteint il y a 7 millions d'années, l'orientation de la facette sur le deuxième métacarpien est similaire aux conditions humaines ce qui est une indication de sa capacité d'opposition des doigts. Oreopithecus n'a pas non plus le capitatum cintré associé aux capacités d'escalade des singes, particularité toujours présente chez les australopithèques.